# ランスロット (小惑星)
ランスロット (2041 Lancelot) は小惑星帯に位置する小惑星である。1960年9月24日、パロマー天文台のトム・ゲーレルスとライデン天文台のファン・ハウテン夫妻が発見した。
『アーサー王物語』等に登場する円卓の騎士の一人、ランスロットに因んで命名された。